# ماریا آنگلز دورین
ماریا آنگلز دورین (انگلیسی: María Ángeles Durán؛ زادهٔ ۳۰ نوامبر ۱۹۴۲) جامعه‌شناس، استاد، نویسنده اهل اسپانیا است.
وی همچنین برندهٔ جوایزی همچون برنامه فولبرایت شده‌است.